# Johan Bergenhielm

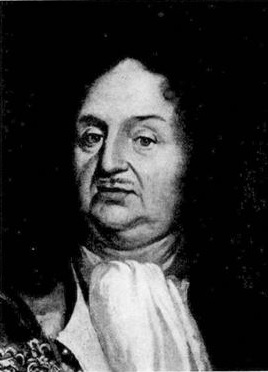
Johan Bergenhielm. Porträtt av Hans Hysing, Uppsala universitet.

Johan Bergh, adlad Bergenhielm, född 1629 i Kuddby socken i Östergötland, död 1704 i Stockholm, var en svensk lärd, historiker, ämbetsman, diplomat och skald. Han var professor i historia vid Uppsala universitet och ambassadör i Ryssland, och efterlämnade en del skönlitterära verk främst i form av epigram på latin över politiska händelser.

## Liv och verk
Bergh skrevs in vid Uppsala universitet 1641. Han orerade 1642 med Oratio de nativitate Christi, och disputerade 1647 för Israel Bringius med Theorematum philosophicorum decas. 1661 blev Johan Bergh professor i historia vid Uppsala universitet. 
1665 blev han en del av rikets styrelse, som protokollsekreterare i rådkammaren, och blev omtalad för sitt vackra latin. 1668 adlades han och antog namnet Bergenhielm. 1674 blev han hovråd. Han var vice landshövding för Uppland under årsskiftet 1677–1678, anställdes sedan vid utrikesexpeditionen som kansliråd och statssekreterare, blev 1693 hovkansler och förnämste ombudsman, friherre 1694 och ambassadör i Ryssland 1699. Bergenhielms diplomatiska uppdrag innefattade att han mottog tsar Peters stadfästelse på Kardisfreden 1699 och han utformade den defensivallianstraktat mellan Sverige, Hannover och Braunschweig-Lüneburg som undertecknades i Stockholm 1704. 
Hans skönlitterära verk finns delvis citerade av Samuel Pufendorf och innefattar epigram över politiska händelser, som drottning Kristinas tronavsägelse och Karl Gustafs tåg över Stora Bält. 1700 gav han ut en politisk satir anonymt, Cento satyricus in hodiernos motus septentrionis concinnatus. Han granskade Aegidius Girs krönika, skrev drottning Ulrika Eleonoras personalier, och gav ut Johan Henrik Boeclerus' Historia belli danici, annis 1643, 1644, 1645 gesti.

## Familj och persondata
Johan Berg föddes 24 juni 1629 i Berga by i Kuddby, som son till Nils Svensson och Maria Jakobsdotter. Fadern var först häradsfogde i Östergötland och sedan borgmästare i Uppsala, och ska ha varit bördig från Norge. Modern var dotter till den tyske livkirurgen Jacob Melchersson. 
Medan Johan Bergh var student förefall hans omkring tioåriga syster Ebba att ha dött, men var bara skendöd. Under begravningen i Uppsala tyckte sig Olof Rudbeck d.ä. se livstecken från Ebba, och tumult uppstod där Rudbeck blev häftigt kritiserad av professor Henricus Schütz. Ebba hade dock verkligen vaknat, och hon skulle bli en bit över 90 år och gift med kyrkoherden Benedictus Jonae Aurenius.
Johan Bergenhielm var gift tre gånger. Första hustrun 1644 var ärkebiskop Laurentius Stigzelius dotter Katarina Lilljemarck från Bureätten. Andra hustrun ingicks 1687 med Katarina, kusin med förra hustrun och Anders Gyldenklous dotter. Tredje hustrun från 1703 var Gerhard de Besches dotter Anna. Han fick inga söner. Brodern Georg upptogs på hans namn och ätt. En dotter till Johan Bergenhielm, Catharina Elisabeth Bergenhielm (död 1702), gifte sig 1692 med läkaren och forskaren Urban Hjärne (1641-1724). Hon är begravd i det Hjärneska gravkoret, som byggdes 1703 för ätten Hjärne vid Bromma kyrka.
Bergenhielm avled 2 november 1704 i Stockholm, han är begravd i Bromma kyrka. En gata i stadsdelen Bromma Kyrka i Bromma, Bergenhielmsvägen, är sedan 1924 uppkallad efter Johan Bergenhielm.